# Que' ch’infinita providentia et arte
Que’ ch’infinita providentia et arte è la quarta lirica (RVF 4), nonché il sonetto IV (4), del Canzoniere di Francesco Petrarca, nel quale l'autore, con una grande similitudine, esalta il luogo che ha dato i natali a Laura, la quale qui viene paragonata a Cristo.

## Testo
| Testo | Parafrasi |
| --- | --- |
| Que’ ch’infinita providentia et arte mostrò nel suo mirabil magistero, che crïò questo et quell’altro hemispero, et mansüeto più Giove che Marte, vegnendo in terra a ’lluminar le carte ch’avean molt’anni già celato il vero, tolse Giovanni da la rete et Piero, et nel regno del ciel fece lor parte. Di sé nascendo a Roma non fe’ gratia, a Giudea sí, tanto sovr’ogni stato humiltate exaltar sempre gli piacque; ed or di picciol borgo un sol n’à dato, tal che natura e ’l luogo si ringratia onde sí bella donna al mondo nacque. | Colui che infinita teoria e pratica mostrò nella sua meravigliosa creazione del mondo, che creò uno e l'altro emisfero, e (creò) Giove più benevolo di Marte, scendendo sulla terra per portare luce alle carte che per molto tempo avevano tenuto nascosto il vero significato, tolse Giovanni e Pietro dal mestiere di pescatori, e preparò per loro una parte nel regno dei cieli. Non rese a Roma l'onore di nascere lì, e invece a Giudea sì, a tal punto che sopra ogni altra condizione gli piacque sempre innalzare l'umiltà; ed ora ha dato a noi un sole da un piccolo paesino, tale che andrebbe ringraziato la natura e il luogo da cui è venuta al mondo una così bella donna. |

## Analisi strutturale
Il sonetto è costituito da 14 versi, tutti in endecasillabi, divisi in quattro strofe: 2 quartine e 2 terzine. Le rime sono costruite secondo lo schema metrico ABBA, ABBA; CDE, DCE. A e E sono in assonanza, -arte/-acque.